# Výchova dívek v Americe
Výchova dívek v Americe (v anglickém originále The Dad Who Knew Too Little) je 8. díl 14. řady (celkem 299.) amerického animovaného seriálu Simpsonovi. Scénář napsal Matt Selman a díl režíroval Mark Kirkland. V USA měl premiéru dne 12. ledna 2003 na stanici Fox Broadcasting Company a v Česku byl poprvé vysílán 26. října 2004 na stanici ČT1.

## Děj
Aby Líza udržela svá tajemství v tajnosti, chce si pořídit Turbo deník, který dá každému, kdo jej otevře, kromě majitele, šok elektrickým proudem. Homer a Bart se vydají do obchodního centra, aby deník Líze koupili k narozeninám, ale Homer se nechá odlákat spoustou vzorků jídla zdarma, a než se dostanou do hračkářství, jsou deníky vyprodané. Poté, co uvidí osobní animovaný film, který Ned vytvořil pro Roda, udělá Homer totéž pro Lízu, ale když se na něj Líza podívá, zjistí, že o ní Homer nic neví, což ji rozruší. 
Homer se cítí smutný a dostane od Vočka nápad najmout si soukromého detektiva Dextera Colta, aby o Líze zjistil fakta. Colt ji špehuje a shromažďuje informace pro zprávu, kterou Homer využije k tomu, aby se s Lízou sblížil, pustí jí písničky, které má ráda, a jde na protest proti pokusům na zvířatech ve výzkumné laboratoři. Když jde Homer za Coltem, aby mu poděkoval, dostane účet na 1000 dolarů. Homer odmítá sumu zaplatit a utíká domů, zatímco Colt přísahá pomstu. 
Druhý den ráno někdo zdemoloval výzkumnou laboratoř a ukradl všechna zvířata. Šéf Wiggum říká, že na základě stop je hlavním podezřelým Líza. Líza tvrdí, že je nevinná, a Homer si uvědomí, že to na ni Colt hodil. V převleku oba utečou jako uprchlíci a na útěku se Homer přizná Líze detektiva Colta, čímž ji opět rozruší. 
Policie dvojici vystopuje v motelu, ale oni opět utečou a ocitnou se v cirkuse, kde objeví všechna ukradená zvířata. Objeví se i Colt, jenž pronásleduje Homera do zrcadlového sálu. Když se Colt chystá Homera zabít, Líza ho dostihne. Poté, co se Homer zmíní o jejím silném sluchu, Líza, ohromená, že si na ni skutečně něco pamatuje, oslepí Colta laserovým ukazovátkem (Bartův dárek pro ni) a Colt je brzy zatčen. Líza je zproštěna viny a všechna zvířata jsou vypuštěna zpět do volné přírody, dokud si je neosvojí Cletus se svou rodinou. 
Líza nakonec dostane svůj Turbo deník, který Bart jedné noci použije k žertování s Homerem.

## Produkce
Epizodu napsal Matt Selman a režíroval ji Mark Kirkland. V dílu hostoval americký herec Elliott Gould, jenž se objevil v televizním pořadu Bejváky, který Bart a Líza sledují na začátku epizody. Bejváky, jež jsou parodií na reality show MTV Cribs, zavádí diváky do luxusních domovů celebrit. Celebritou, která v epizodě sledované Bartem a Lízou vystupuje, je Šáša Krusty a je vidět, jak se hádá se svým sousedem Gouldem, jehož syna pokousal Krustyho ochočený šimpanz pan Teeny. Gould byl zmíněn v předchozí epizodě Simpsonových, v níž vyšlo najevo, že byl Marginým hrdinou, když chodila na střední školu. Podle showrunnera Simpsonových Ala Jeana napsal Gould producentům seriálu dopis, ve kterém jim za tuto zmínku poděkoval. To je přimělo k tomu, aby se ho zeptali, zda by nechtěl v seriálu hostovat. Když Gould napadne Krustyho, pojmenuje své pěsti a nohy Bob a Carol a Ted a Alice, což je odkaz na stejnojmenný film, v němž Gould hrál. 
Hlas Dexteru Coltovi propůjčil dabér seriálu Hank Azaria, přičemž vycházel z herce Roberta Stacka, jenž si zahrál několik detektivů a agentů. Kirkland byl režií epizody nadšený, protože má rád detektivní filmy noir a je velkým fanouškem herce Humphreyho Bogarta, který se objevil v mnoha filmech tohoto žánru. Kirkland vycházel při navrhování podoby Colta z Roberta Mitchuma, který kromě toho, že byl hercem filmů noir, ztvárnil detektiva ve filmu Mys hrůzy z roku 1991, zatímco původně hrál padoucha. Kirkland pro svůj animační štáb uspořádal zhlédnutí detektivních filmů z období filmu noir, aby získali inspiraci, jak animovat scény s Coltem, včetně toho, jak navrhnout prostředí a jak se má Colt chovat.

## Vydání
Epizoda byla původně vysílána na stanici Fox ve Spojených státech 12. ledna 2003 a ten večer ji vidělo přibližně 7,6 milionu domácností. S ratingem 7,1 podle agentury Nielsen se epizoda umístila na 39. místě ve sledovanosti v týdnu od 6. do 12. ledna 2003 (shodně s novými díly seriálů Zákon a pořádek: Útvar pro zvláštní oběti a 48 hodin). Po zápase play-off Národní fotbalové ligy a epizodě Joe milionář to bylo třetí nejsledovanější vysílání na stanici Fox v tomto týdnu. 6. prosince 2011 vyšel díl na Blu-ray a DVD jako součást box setu The Simpsons – The Complete Fourteenth Season. Na audiokomentáři k epizodě se podíleli členové štábu Jean, Selman, Kirkland, Ian Maxtone-Graham, Carolyn Omineová, Matt Warburton a David Silverman, stejně jako dabérka Yeardley Smithová a bývalá hostující hvězda Simpsonových „Weird Al“ Yankovic.
V únoru 2004 získal díl za svůj scénář Cenu Sdružení amerických scenáristů v kategorii animace, mezi dalšími nominovanými v této kategorii byly epizody Simpsonových Vočko pečuje o malou a Návrat nezdárné matky, obě z roku 2003, a díly seriálů Futurama, Tatík Hill a spol. a Dobrodružství Jimmyho Neutrona, malého génia. Díl získal negativní hodnocení od kritika Colina Jacobsona z DVD Movie Guide, jenž uvedl: „Kolikrát se seriál dostane do studny ‚Homer zanedbává Lízu a dostane se do problémů‘? Mnohokrát a výsledek je obvykle stejný: průměrnost a sentimentalita. ‚Výchova‘ se ukazuje být neméně předvídatelná, i když úhel pohledu soukromého detektiva přidává trochu veselí. Přesto se jedná o nijak výjimečnou epizodu, která působí jako ta, kterou jsme už viděli mnohokrát.“.

### Homerův e-mail
Homer v epizodě dává Dexteru Coltovi svůj e-mail chunkylover53@aol.com (v českém znění uvedeno jako sexyméďa@aol.com), aby mohli zůstat v kontaktu. V článku pro technologickou sekci webu Time Selman napsal, že si tento e-mail zaregistroval ještě před odvysíláním epizody v domnění, že „kdyby někdo chtěl napsat Homerovi e-mail, bylo by zábavné mu odpovědět“. Po odvysílání dílu se přihlásil a zjistil, že jeho schránka dosáhla maximálního limitu 999 zpráv. Podle Selmana byla většina zpráv jednoduchého typu „Kdo je to?“, „Jste Matt Groening?“ nebo „LOL Homer Rulzzz LOL!“. Ale mnoho lidí psalo Homerovi i dlouhé, promyšlené a vtipné vzkazy.
Selman na mnoho vzkazů odpověděl v postavě Homera. Původně měl v úmyslu odpovědět na všechny, ale vzdal to, když mu po smazání některých zodpovězených zpráv v doručené poště přišlo ještě více zpráv. Zpočátku Selman odpovídal na zprávy jednotlivě a na každou se snažil vymyslet chytrou odpověď. Pak mu došly nápady a jeho odpovědi začaly být méně promyšlené a nakonec jen zkopíroval několik odpovědí a použil je na všechny zprávy. Tyto odpovědi byly podle Selmana napsány ve stylu: „Milý šprte, ani jsem nevěděl, že v dnešní době existuje internet na počítačích, natož nějaká elektrická pošta. Všechny budoucí dopisy (a pivo) prosím posílejte na adresu: 742 Evergreen Terrace, Springfield USA a pak poštovní směrovací číslo. Chvála Ježíši! — Homer Simpson“. Selman také občas odpovídal jen prostým „D'oh!“.
V roce 2008 přitáhlo Homerovo e-mailové jméno Chunkylover53 pozornost médií poté, co ho použili hackeři. Uživatelé služby AOL Instant Messenger, kteří si přidali účet s přezdívkou Chunkylover53 do seznamu kontaktů, mohli vidět, že účet změnil svou stavovou zprávu tak, že obsahovala odkaz a text „Klikněte na to (…), je to *nová* exkluzivní internetová epizoda Simpsonových, pouze pro internetové fanoušky! Užijte si to!“. Odkaz vedl na spustitelný soubor (.exe), který na počítače, jež soubor spustily, nainstaloval trojského koně. Podle Christophera Boyda z Actiance's SpywareGuide byl na infikovaných počítačích nainstalován software typu rootkit, který byl také uložen do tureckého botnetu. Selman uvedl, že se na šíření malwaru nepodílel, a Boyd napsal, že „AIM jméno Chunkylover53 nemusí být nutně spojeno s ‚oficiální‘ e-mailovou adresou chunkylover53@aol.com – kdokoli si mohl nastavit toto AIM jméno a použít jakoukoli e-mailovou adresu, kterou chce. Lidé si však přirozeně přidají Chunkylover53 ke svému AIM účtu v domnění, že se bude jednat o ‚skutečného‘ Homera.“.